# Stichting ANEMOON
De Stichting ANEMOON (afkorting voor ANalyse, Educatie en Marien Oecologisch ONderzoek) is een organisatie voor vrijwilligerswerk in en aan zee zoals het inventariseren van de flora en fauna in het kustgebied en het onderzoeken van dijktaluds, pontons en het aanspoelsel op het strand.
De stichting werd opgericht in 1993 en houdt zich bezig met het vergaren van gegevens. De stichting verwerkt en analyseert deze gegevens en brengt kennis en informatie weer naar buiten via rapportages.
Een grote groep vrijwilligers verzamelt de benodigde gegevens. Zij inventariseren stranden, zeebodems, dijktaluds en pontons en sportduikers bestuderen de wereld ónder water. Wekelijks worden zeeanemonen, poliepen, kwallen, krabben, weekdieren, kreeften en vissen door duikers geobserveerd.
De Stichting ANEMOON maakt deel uit van de SoortenNL, een samenwerkingsverband van Soortenorganisaties.